# دهنو حاج علی‌محمد
دهنو حاج علی‌محمد، روستایی در دهستان چهل منی بخش سرخ قلعه شهرستان قلعه‌گنج در استان کرمان ایران است.

## جمعیت
بر پایه سرشماری عمومی نفوس و مسکن در سال ۱۳۹۵، جمعیت این روستا برابر با ۲۲۵ نفر (۵۴ خانوار) بوده‌است.